# 田辺裕詞
田辺 裕詞（たなべ ひろし、Hiroshi Tanabe、1971年6月18日 - ）は、日本のソングライター、編曲家、ギタリスト。奈良県出身。血液型はA型。主にゲーム音楽を担当。1996年コナミ(現・コナミデジタルエンタテインメント)に入社。2009年にコナミを退社、独立、現在フリーとして活動中。

## 参加作品

### アニメ
- TVアニメ「超訳百人一首 うた恋い。 」//E.&A.ギター、E.ベース、琴
- ドラマCD「京騒戯画 」一番くじC賞『完全録りおろしドラマCD』//E.&A.ギター、ウクレレ、E.シタール、ベース、フルート、ミックス

### ゲーム
1997年	
- アーケード「とべ!ポリスターズ」シューティング//作曲、編曲、ギター演奏
- 音楽CD「とべ!ポリスターズ」オリジナル・ゲーム・サントラ//作曲、編曲、ギター演奏

1998年	
- アーケード「バトルトライスト」格闘//作曲、編曲、ギター演奏
- PS「Dance!Dance!Dance!」アドベンチャー&ダンスゲーム// 作曲、編曲
- 音楽CD「Konami Best Selection '98 Autumn」//作曲、編曲、ギター演奏

1999年	
- PS「聖少女艦隊バージンフリート」アドベンチャー //作曲、編曲、ギター演奏
- 音楽CD「聖少女艦隊バージンフリート」SONGS & SOUND TRACKS//作曲、編曲、ギター演奏
- PS「ハーレムビート」部活シミュレーション//作曲、編曲
- 音楽CD「Harlem Beat MUSIC VOX」//作曲、編曲
- PS「遊☆戯☆王真デュエルモンスター」カードゲーム// 作曲、編曲

2000年	
- PS「ラブひな 愛は言葉の中に」恋愛シミュレーション//作曲、編曲
- PS「ラブひな2 〜言葉は粉雪のように〜」恋愛シミュレーション//作曲、編曲

2001年
- AGB「ヒカルの碁」アドベンチャー&囲碁//作曲、編曲
- AGB「遊☆戯☆王ダンジョンダイスモンスターズ」双六ゲーム//作曲、編曲

2002年
- PS「テニスの王子様」シミュレーション//作曲
- 音楽CD「テニスの王子様」 オリジナルゲーム サウンドトラック//作曲

（主題歌『青いジダイ』歌：SEIGAKU Special Vocal Unit:皆川純子,置鮎龍太郎,甲斐田ゆき,高橋広樹）
- AGB「ゲットバッカーズ」アドベンチャー//作曲、編曲
- AGB「神の記述」アクション//作曲、編曲
- AGB「テニスの王子様-Genius Boys Academy-」テニスゲーム//作曲、編曲
- PS「テニスの王子様SWEAT & TEARS」シミュレーション//作曲、編曲、作詞、ギター演奏
- AGB「テニスの王子様-Aim at the victory-」シミュレーション//作曲、編曲

2003年
- PS2「ラブひな ごーじゃす 〜チラっとハプニング!!〜」恋愛シミュレーション// 作詞
- AGB「テニスの王子様2003 COOL BLUE & PASSION RED」テニスゲーム//作曲、編曲
- AGB「テニスの王子様-2003Passion Red-」テニスゲーム// 作曲、編曲
- PS2「テニスの王子様SWEAT & TEARS 2」シミュレーション//作曲、編曲、作詞、ギター演奏
- PS2「テニスの王子様-Kiss of prince- 〜Ice- & -Flame〜」イメージClipゲーム//作曲、編曲、作詞、ギター演奏、ディレクション
- PS2「テニスの王子様-Love of prince- 〜Sweet- & Bitter〜」イメージClipゲーム//作曲、編曲、作詞、ギター演奏、ディレクション

2004年	
- AGB「テニスの王子様2004 Stylish Silver & Glorious Gold」テニスゲーム//作曲、編曲
- AGB「シャーマンキング-Legacy of Spirits-」RPGアクション	//作曲、編曲
- PS2「GANTZ」アクション//作曲、編曲、ギター演奏

2005年	
- PS2「魔法先生ネギま! 1時間目 お子ちゃま先生は魔法使い!」恋愛シミュレーション//作詞
- PS2「魔法先生ネギま! 2時間目 戦う乙女たち! 麻帆良大運動会SP!」恋愛シミュレーション//作詞
- PSP「メタルギアアシッド2」シミュレーション&アクション//作曲、編曲、ギター演奏
- PS2「メタルギアソリッド3-サブシスタンス-」アクション//作曲、編曲
- 音楽CD「METAL GEAR AC!D & AC!D2 ORIGINAL SOUNDTRACK」//作曲、編曲、ギター演奏

2006年	
- PSP「NANA すべては大魔王のお導き!?」すごろくゲーム//作曲、編曲、ギター演奏
- DS「遊☆戯☆王デュエルモンスターズGX スピリットサモナー」カードゲーム//作曲、編曲、ギター演奏
- PSP「テニスの王子様-ドキドキサバイバル 山麓のMystic & 海辺のSecret-」	アドベンチャー//作詞
- PS2「ネギま!?3時間目〜恋と魔法と世界樹伝説！」恋愛シミュレーション//作詞、ギター演奏

2007年	
- PS2「ネギま!?どりーむたくてぃっく 夢見る乙女はプリンセス♥」恋愛シミュレーション//作詞、ギター演奏
- DS「遊☆戯☆王 ワールドチャンピオンシップ2007」カードゲーム//作曲、編曲
- Wii「Dewy's Adventure 水精デューイの大冒険!!」アクション//作曲、編曲、作詞、ギター演奏
- 音楽CD「Dewy's Adventure 水精デューイの大冒険!! オリジナルおんがくじてん」//作曲、編曲、作詞、ギター演奏

2008年
- 音楽CD「Sana-molle Collection」//作曲
- DS「放課後少年」アドベンチャー//編曲
- DS「遊☆戯☆王 ワールドチャンピオンシップ2008」カードゲーム//作曲、編曲
- DS「クイズマジックアカデミー」クイズ//作曲、編曲
- DS「とんがりボウシと魔法の365にち」アドベンチャー//編曲
- DS「エレビッツ カイとゼロの不思議な旅」アクション//作曲、編曲

2009年
- DS「遊☆戯☆王5D's」//作曲、編曲
- アーケード「ポケモンバトリオゼロ」//ギター、ミックス
- DS「ルミナスアーク3 アイズ」テーマ曲『Wake up World』//ギター、ベース
- 河井英里追悼アルバム『Oriental Green』付属DVDの挿入楽曲//編曲、ギター、ベース、パーカッション

2010年
- 音楽CD「ぐわんげ アレンジアルバム＋オリジナルサウンドトラック」//ギター、ベース、パーカッション、ミックス
- 音楽CD「ルミナスアーク3 アイズオリジナルサウンドトラック」//マスタリング
  - 〜テーマ曲『Wake up World』//ギター、ベース
- 音楽CD「レアトラックス ver.1.0」No.14『西暦2300年の子守唄』//作詞、編曲、ギター、ミックス
- 音楽CD「レアトラックス 2」
  - 〜No.02『時計の針が雷雲を指すとき』//作曲、編曲、ギター、ベース、ミックス
  - 〜No.13『うみへびシナプス -Sea Parade Version-』//編曲、E.&A.ギター、E.ベース、ミックス

2011年
- 音楽CD「悪魔城ドラキュラトリビュート Vol.2」No.06『ガリバルディの中庭〜闇の呪印 (PS2)〜』//ギター、ベース、E.シタール、ミックス
- Xbox 360「ぎゃる☆がん」キャラクターテーマ曲『ふわり、ひらり』//E.ギター、E.ベース、ミックス
- 音楽CD「ぎゃる☆がん オリジナルサウンドトラック」『ふわり、ひらり』//E.ギター、E.ベース、ミックス
- 音楽CD「TOKYOヤマノテBOYS HONEY MILK DISC」主題歌CD「愛の蜜」
  - 〜『愛の蜜』（歌：二之宮悠斗 CV:鈴村健一&岬 虎太郎 CV:森久保祥太郎&百瀬歩夢 CV:代永翼）//E.ギター、E.ベース
  - 〜『約束』（歌：二之宮悠斗 CV:鈴村健一）//A.ギター、E.ベース
- PC「TOKYOヤマノテBOYS HONEY MILK DISC」//E.&A.ギター、E.ベース、ミックス
- DS「トレジャーリポート 機械じかけの遺産」テーマ曲//A.ギター、ミックス
- 音楽CD「TOKYOヤマノテBOYS〜HONEY MILK DISC〜キャラクターソング」
  - 〜『情炎 -secret flame-』（歌：二之宮悠斗 CV:鈴村健一）//E.ギター、E.ベース
  - 〜『恋愛Passionista!!!!』（歌：岬虎太郎 CV:森久保祥太郎）//E.ギター、E.ベース
  - 〜『純情あんこベアーズ』（歌：百瀬歩夢 CV:代永翼）//E.ギター、E.ベース
- 音楽CD「TOKYOヤマノテBOYS オリジナル・サウンドトラック」//E.&A.ギター、E.ベース、ミックス
- 音楽CD「TOKYOヤマノテBOYS SUPER MINT DISC」 主題歌CD「熱狂（CRAZY）XOXO」
  - 〜『熱狂（CRAZY）XOXO』（歌：桐嶋伊織 CV:鈴木達央&LUCY CV:梶裕貴&九条拓海 CV:遊佐浩二）//E.ギター、E.ベース
  - 〜『TOKYO』（歌：桐嶋伊織 CV:鈴木達央）//E.ギター、E.ベース

- 音楽CD「Rewrite 初回限定版特典 アレンジアルバム【Soil】」No.06『Exploration』//E.ギター、E.ベース、E.シタール、パーカッション、ミックス

- PC「TOKYOヤマノテBOYS SUPER MINT DISC」//E.&A.ギター、E.ベース、ミックス
- 音楽CD「TOKYOヤマノテBOYS〜SUPER MINT DISC〜キャラクターソング」
  - 〜『LOVEマシンガン』（歌：桐嶋伊織 CV:鈴木達央）//E.ギター、E.ベース
  - 〜『LAST KISS』（歌：LUCY CV:梶裕貴）//E.ギター、E.ベース
  - 〜『今宵、この切っ先で 』（歌：九条拓海 CV:遊佐浩二 ）//E.ギター、E.ベース

- 音楽CD「古川未鈴 / トゥインクルリンク 〜アレンジ&リミクシーズ〜」
  - 〜No.11『月灯りのラプソディ -Nostalgia Jungle Gym MIX-』//E.ギター、A.ベース、パーカッション、ミックス
  - 〜No.13『月灯りのラプソディ -Psychedelic Chaos MIX-』//編曲、ギター、ベース、ミックス

- 音楽CD「スーパーレアトラックス」
  - 〜Vol.2 No.11『表層と深層のクナイフ狂想曲』//編曲、ギター、ベース、ミックス
  - 〜Vol.2 No.12『温度差』//作曲、編曲、A.ギター、ベース、ミックス

- 音楽CD「TOKYOヤマノテBOYS DARC CHERRY DISC」 主題歌CD「禁断侵略者 - フォービドゥンインヴェーダー -」
  - 〜『禁断侵略者 - フォービドゥンインヴェーダー -』（歌：琉堂イエス CV:浪川大輔&諸星 哲 CV:鳥海浩輔&濱田慎之介 CV:諏訪部順一）//E.ベース
  - 〜『Overture』（歌：琉堂イエス CV:浪川大輔）//E.ベース、E.ベース
- PC「TOKYOヤマノテBOYS DARC CHERRY DISC」//E.&A.ギター、E.ベース、ミックス
- 音楽CD「TOKYOヤマノテBOYS〜DARC CHERRY DISC〜キャラクターソング」
  - 〜『LIKE A DOG』（歌：琉堂イエス CV:浪川大輔）//E.ベース
  - 〜『計測不能な純情（ストレート）!』（歌：諸星哲 CV:鳥海浩輔）//E.&A.ギター、E.ベース、ミックス
  - 〜『FUSHIDARA★HEAVEN 』（歌：濱田慎之介 CV:諏訪部順一）//E.ベース、E.ベース、ミックス
- 音楽CD「快感[TO]Night  OpeningTheme『電撃（サンダーボルト）LOVE』」
  - 〜『電撃（サンダーボルト）LOVE』（歌：SHOW CV:森久保祥太郎 & KENN）//E.ギター、E.ベース
  - 〜『純愛狂想曲（ラプソディ）』（歌：SHOW CV:森久保祥太郎 & KENN）//E.&A.ギター、E.ベース
- アーケード「pop'n music 20 fantasia」『Tradria』//ブズーキ、ベース

- 音楽CD「Rewrite アレンジアルバム【Branch】」
  - 〜No.03『ニリンソウ』//A&E.ギター、E.ベース、パーカッション、ミックス
  - 〜No.04『Little Forest（原題：深層森林）』（歌：やなぎなぎ ）//A.ギター、ブズーキ、A.ベース、パーカッション、ミックス

2012年
- PC「TOKYOヤマノテBOYS SWEET JELLY BEANS」//E.&A.ギター、E.ベース、ミックス
- 同梱音楽CD「TOKYOヤマノテBOYS〜SWEET JELLY BEANS〜主題歌」
  - 〜『Fairytale 2 you』（歌：プレジデント CV:三浦祥朗）//編曲、E.ギター

- PC「TOKYOヤマノテBOYS FRESH GINGER DISC」//E.&A.ギター、E.ベース、ミックス
- 同梱音楽CD「TOKYOヤマノテBOYS〜FRESH GINGER〜主題歌」
  - 〜『百年Only Love!!!』（歌：桐嶋伊織 CV:鈴木建央）//編曲、E.ギター、E.ベース

- PC,PSP「BLACK WOLVES SAGA -Bloody Nightmare-」
  - 〜主題歌『Dear Despair』（歌：ラス・ヴォガード CV:梶裕貴）//E.&A.ギター、E.ベース

- 音楽CD「pop'n music 20 fantasia original soundtrack」『Tradria』//ブズーキ、ベース

- PC「TOKYOヤマノテBOYS PURE RASPBERRY DISC」//E.&A.ギター、E.ベース、ミックス
- 同梱音楽CD「TOKYOヤマノテBOYS〜PURE RASPBERRY〜主題歌」
  - 〜『愛の術式 -da Vinci don’t know love-』（歌：琉堂イエス CV:浪川大輔）//編曲、E.ギター、E.ベース

- PC「TOKYOヤマノテBOYS BLACK VANILLA DISC」//E.&A.ギター、E.ベース、ミックス
- 同梱音楽CD「TOKYOヤマノテBOYS〜BLACK VANILLA〜主題歌」
  - 〜『運命』（歌：二之宮悠斗 CV:鈴村健一）//E.ギター

- TVアニメ『超訳百人一首 うた恋い。 』キャラクターソング（Blu-ray & DVD第一巻完全生産限定版特典CD）
  - ※『まほらま』（歌：藤原定家 CV：梶裕貴&在原業平 CV：諏訪部順一&陽成院 CV：森久保祥太郎）//E.ギター、琴、ミックス

- アーケード「ゲーセンラブ。〜プラス ペンゴ！〜」//作曲、編曲、E.ギター、E.ベース、ミックス

- CD「25th Anniversary ロックマン Rock Arrange Ver.（Darkman Stage from ROCKMAN5）」//編曲、A.&E.ギター、E.ベース、ドラム、ピアノ、クナイフ、ミックス

- CD「ゲーセンラブ。オリジナルサウンドトラック」//作曲、編曲、E.ギター、E.ベース、ミックス

- イベントライブ「新潟事変〜テクノポリス&トライアングル・サービス10周年記念！〜」//出演（バンド）

- TVアニメ『超訳百人一首 うた恋い。』オリジナル・サウンドトラック（Blu-ray & DVD第三巻完全生産限定版特典CD）」//A.&E.ギター、E.ベース、琴

- PSP「TOKYOヤマノテBOYS Portable HONEY MILK DISC」//E.&A.ギター、E.ベース、ミックス

2013年
- TVアニメ『超訳百人一首 うた恋い。』キャラクターソング（Blu-ray & DVD第五巻完全生産限定版特典CD）
  - ※『明日（あす）を描（えが）く和歌（うた）』（歌：藤原定家 CV：梶裕貴&藤原行成 CV：寺島拓篤&藤原公任 CV：岸尾だいすけ）//A.&E.ギター、E.ベース、琴、篠笛、ドラム、ミックス

- Xbox 360「シューティングラブ。10周年 〜XIIZEAL & ΔZEAL〜」//作曲、編曲、E.ギター、E.ベース、ミックス
  - ※同梱CD「スペシャルパック特典サウンドトラック」
  - ※特典付録「10周年記念ライブ『新潟事変』映像」//A.ギター演奏

- LIVE「東京ゲー大2013 〜featuring 5pb.&クラリスディスク〜」//A.ギター演奏

- 絵本ムービー『A Fluffy Polar Bear/ふわふわのくま』//A.ギター、ミックス

- CD「SEVENTH HEAVEN vol.5 シオン」
  - ※『深海』（歌：シオン CV：鈴木達央）//A.ギター、A.ベース、パーカッション

- CD「SEVENTH HEAVEN vol.6 ミント」
  - ※『STARS』（歌：ミント CV：鳥海浩輔）//A.ギター、A.ベース、パーカッション

- CD「SEVENTH HEAVEN vol.7 カナデ」
  - ※『NEVER∞EVER』（歌：カナデ CV：森久保祥太郎）//ギター、ベース、パーカッション

- アプリ「ミリオンチェイン」（※通常ボス曲以外）//ギター、ミックス
- CD「Game Music Prayer」
  - ※『フラワーバタフライ』（歌：Sana）//編曲、A.ギター、タンバリン、ミックス

- Xbox 360「シューティングラブ。コレクション」//作曲、編曲、E.ギター、E.ベース、ミックス
  - ※同梱CD「オリジナルサウンドトラック」

2014年
- CD「Game Music Prayer2」
  - ※『ビル群に帰る鳥達』//作曲、編曲、ギター、ベース、コントラバス、篠笛、フルート、フリューゲルホルン、コーラス、ミックス
  - ※『ユファラ』//A&Eギター、E.ベース、コントラバス、ダラブッカ、メタロフォン、フルート、ミックス

- Xbox 360「ゲーセンラブ。 〜プラス ペンゴ！〜」//作曲、編曲、ギター
  - ※同梱CD「オリジナルサウンドトラック」（歌：子安菜穂）//作曲、編曲、ギター

- PS Vita「FANTASY HERO unsigned legacy」//ギター、ベース、ミックス
- アプリ「わグルま★」（※『Under the sky』『黄昏の大地』）//ギター、ベース、E.シタール、フルート、フリューゲルホルン、ミックス
- PC「MIRROR WAR」（※『Thanatos』『狂宴の誘い』）//Eギター、E.ベース、歌、ミックス
- アプリ「ミリオンチェイン」（追加曲）//E.シタール,E.ベース,ウクレレ,コントラバス,フルート,トランペット,メタロフォン,パーカッション,ミックス